# Wolfgang Scheffler (Kunsthistoriker)
Wolfgang Scheffler (* 25. Januar 1902 in Braunschweig; † 29. September 1992 in Berlin) war ein deutscher Kunsthistoriker.

## Leben und Werk
Wolfgang Scheffler war der Sohn des Professors Ludwig Scheffler (1866–1935) und seiner Ehefrau Margarete geb. Mitlacher (1868–1957). Der Abiturient des Braunschweiger Wilhelm-Gymnasiums studierte an den Universitäten Berlin, München und Göttingen Kunstgeschichte, Klassische Archäologie, Germanistik und Geschichte. 1925 wurde er in Göttingen promoviert.
Von 1927 bis 1939 war er wissenschaftlicher Hilfsassistent am Schleswig-Holsteinischen Landesmuseum in Kiel und dort vor allem mit der Inventarisation der Kunstdenkmäler Schleswig-Holsteins beschäftigt. 1941 wurde er Direktor des Städtischen Niederschlesischen Museums in Liegnitz. 1942 katalogisierte er den Kunstbesitz des Schriftstellers Gerhart Hauptmann. Nach Kriegsdienst und Gefangenschaft war er zunächst in seiner Heimatstadt tätig, u. a. am Herzog Anton Ulrich-Museum. Von 1952 bis 1957 war er am Kunstgutlager Schloss Celle tätig. Bis zu seiner Pensionierung 1967 war er am Kunstgewerbemuseum Berlin als Kustos bzw. Oberkustos beschäftigt.
Er widmete sich auch der Genealogie und forschte über Braunschweiger Goldschmiedefamilien aus dem 17. bis zum 19. Jahrhundert.

## Schriften (Auswahl)
- Die gotische Plastik der Stadt Braunschweig und ihre Stellung im Niedersächsischen Kunstkreis. Dissertation Göttingen 1925.
- Die Flensburger Esthertruhe und Hans Gudewerth d. Ä. In: Direktion des Kunstgewerbemuseums der Stadt Flensburg (Hrsg.): Festschrift aus Anlaß des 25jährigen Eröffnungstages des Museumsgebäudes am 19. August 1928. Verlag des Kunstgewerbemuseums der Stadt Flensburg, Flensburg 1928, S. 101–135.
- Die älteste Steinplastik im Lauenburgischen und ihr Meister. In: Die Heimat. Monatsschrift des Vereins zur Pflege der Natur- und Landeskunde in Nordelbingen. Bd. 42 (1932), Nr. 6, Juni 1932, S. 133–135 (Digitalisat).
- mit Heinrich Brauer, Hans Weber: Die Kunstdenkmäler der Provinz Schleswig-Holstein
  - Band 1: Die Kunstdenkmäler des Kreises Husum. Deutscher Kunstverlag, Berlin 1939.
  - Band 2: Die Kunstdenkmäler des Kreises Pinneberg. Deutscher Kunstverlag, Berlin 1939.
  - Band 3: Die Kunstdenkmäler des Kreises Südtondern. Deutscher Kunstverlag, Berlin 1939.
- Motive heimatlicher Kunst. Die Hirten auf dem Felde. In: Die Heimat. Monatsschrift für schleswig-holsteinische Heimatforschung und Volkstumspflege. Bd. 49 (1939), Heft 12, Dezember 1939, S. 305–308 (Digitalisat).
- Niedersächsische Kunst des Mittelalters in Braunschweig. 1949.
- Goldschmiede Niedersachsens, Daten, Werke, Zeichen. 2 Bände, Berlin 1965;
  - Bd. 1 teilweise online über Google-Bücher
- Berliner Goldschmiede. Daten, Werke, Zeichen. Berlin 1968.
- Goldschmiede Rheinland-Westfalens. Daten, Werke, Zeichen. Berlin 1973.
- Goldschmiede Hessens; Daten, Werke, Zeichen. Berlin 1976.
- Goldschmiede an Main und Neckar. Daten, Werke, Zeichen. Verlag Kunst und Antiquitäten, Hannover 1977 (Digitalisat).
- Goldschmiede Mittel- und Nordostdeutschlands: von Wernigerode bis Lauenburg in Pommern; Daten, Werke, Zeichen. Berlin 1980.
- Goldschmiede des Ostallgäus. Daten, Werke, Zeichen. Hannover 1981.
- Goldschmiede Ostpreussens. Daten, Werke, Zeichen. Berlin 1983.
- Goldschmiede Oberfrankens. Daten, Werke, Zeichen. Berlin 1989.

## Sonstiges
Sein Nachlass befindet sich im Stadtarchiv Braunschweig unter der Signatur G IX 73 Nachlass Wolfgang Scheffler.
| Personendaten    | Personendaten             |
| ---------------- | ------------------------- |
| NAME             | Scheffler, Wolfgang       |
| KURZBESCHREIBUNG | deutscher Kunsthistoriker |
| GEBURTSDATUM     | 25. Januar 1902           |
| GEBURTSORT       | Braunschweig              |
| STERBEDATUM      | 29. September 1992        |
| STERBEORT        | Berlin                    |